# 美國陸軍參謀部高級准尉
陸軍參謀部高級准尉（英語：Army Staff Senior Warrant Officer，縮寫 ARSTAF SWO），為美國陸軍一個委任的職位，而非一個軍階；職位出任者的職責為按每種特別情況，向美国陆军参谋长提供以准尉發展和訓練角度出發的專業技術意見，意見的出發點多為准尉帶來恰當而平衡的訓練、教育及專業體驗。此外，陸軍參謀部高級准尉亦會與整個陸軍各個階層的指揮官與准尉溝通，以求其關注以及建議於影響未來准尉發展的決定中得以實踐。
此職位是由時任陸軍參謀長雷蒙德·奥迪尔诺上將於2014年3月14日所設立，首位陸軍參謀部高級准尉則為戴維·沃廉姆斯五級准尉。陸軍參謀部高級准尉是現今唯一一個可以以准尉身份參與美軍領導層的職位。

## 任職人員
| 任別 | 照片 | 陸軍參謀部高級准尉                        | 任期                 |
| ---- | ---- | ----------------------------------------- | -------------------- |
| 1.   |      | 五級准尉 戴維·沃廉姆斯 CW5 David Williams | 2014年3月－2016年7月 |
| 2.   |      | 四級准尉 比利·弗里茨 CW4 Billy Frittz     | 2017年2月－現任      |